# La Femme en robe de chambre
Pour plus de détails, voir Fiche technique et Distribution.
La Femme en robe de chambre (Woman in a Dressing Gown) est un film britannique réalisé par  J. Lee Thompson, sorti en 1957.

## Fiche technique
- Titre original : Woman in a Dressing Gown
- Titre français : La Femme en robe de chambre
- Réalisation : J. Lee Thompson
- Scénario : Ted Willis
- Photographie : Gilbert Taylor
- Direction musicale et arrangements : Louis Levy
- Pays d'origine : Royaume-Uni
- Format : Noir et blanc - Mono
- Genre : drame
- Date de sortie : 1957

## Distribution
- Yvonne Mitchell : Amy Preston
- Anthony Quayle : Jim Preston
- Sylvia Syms : Georgie Harlow
- Andrew Ray : Brian Preston
- Nora Gordon : Mrs. Williams